# Joseph Carl Leopold Friedrich Ludwig (Ortenburg)

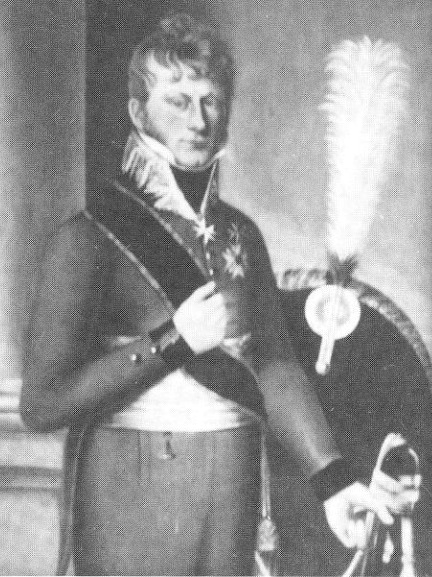
Reichsgraf Joseph Carl (* 1780 - † 1831), Reichsgraf von Ortenburg und Graf von Ortenburg-Tambach.

Reichsgraf Joseph Carl Leopold Friedrich Ludwig von Ortenburg (* 30. August 1780 in Ortenburg; † 28. März 1831 auf Schloss Tambach bei Weitramsdorf) war der älteste Sohn von Reichsgraf Karl Albrecht von Ortenburg und Gräfin Christiane Luise, Wild- und Rheingräfin in Gaugrehweiler. Er entstammte dem niederbayerischen Adelshaus Ortenburg. Nach dem Tod seines Vaters übernahm seine Mutter vormundschaftlich die Regierung der Reichsgrafschaft Ortenburg, bis Joseph Carl im Jahre 1801 mit Erlangung der Volljährigkeit die Herrschaft selbst übernahm. Seine Regierungszeit wurde geprägt durch den Tausch seiner Herrschaft Ortenburg mit der neuen Herrschaft Tambach mit Bayern und die damit verbundenen Wirrungen infolge der Auflösung des Heiligen Römischen Reiches Deutscher Nation.

## Leben und Wirken

### Jugend
Nach dem frühen Tod seines Vaters Karl Albrechts im Jahre 1787 wurde Joseph Carl mit sieben Jahren nominell neuer Reichsgraf von Ortenburg. Aufgrund seiner Jugend übernahm seine Mutter Christine Luise, geborene Wild- und Rheingräfin, die Vormundschaft.
Währenddessen studierte der junge Graf an der Universität Leipzig und später auch an der Friedrich-Alexander-Universität Erlangen. Am 6. Oktober 1799 heiratete Joseph Carl Gräfin Karoline zu Erbach-Erbach in Erbach im Odenwald.
Im Jahre 1801 wurde er schließlich von Kaiser Franz II. für volljährig erklärt, womit er die Regentschaft über die reichsunmittelbare Grafschaft Ortenburg übernehmen durfte.

### Regentschaft
Am 13. Dezember 1801 fand die traditionelle Zeremonie der Erbhuldigung durch die Untertanen auf Schloss Alt-Ortenburg statt. Joseph Carl übernahm somit offiziell die Regierung von seiner Mutter. Er musste jedoch rasch feststellen, dass seine Mutter einen äußerst verschwenderischen Lebensstil geführt hatte und ihm einen besorgniserregenden Schuldenberg von mehr als 200.000 Gulden hinterließ.
Um Kosten zu sparen, begrenzte er die Ausgaben seiner Mutter und verwies sie ins nahe gelegene Passau, wo er ihr nur einen bescheidenen Hausstand und eine äußerst geringe Leibrente zugestand. Trotz dieser Sparmaßnahmen gelang es ihm jedoch nicht, den weiteren Schuldenanstieg zu verhindern. Trotz jährlicher Einnahmen von 36.500 Gulden aus den gräflichen Betrieben, dem gräflichen Forst, den Steuer- und Handelseinnahmen der Reichsgrafschaft sowie den Einnahmen aus den bayerischen Besitzungen stieg der Schuldenberg bis ins Jahr 1804 auf ca. 254.000 Gulden an. Der von Joseph Carl daraufhin eingeschlagene rigorose Sparkurs verminderte die Schulden nur gering. So fasste er schließlich den Entschluss, seine Grafschaft zu verkaufen.

#### Verkauf der Grafschaft
Joseph Carl war somit der dritte seiner Familie, welcher die Reichsgrafschaft Ortenburg veräußern wollte. Bereits sein Vorfahr Georg I. von Ortenburg dachte 1408 nach einem jahrelangen Konflikt mit mehreren bayerischen Gefangenschaften darüber nach, die Grafschaft zu veräußern. Einen Schritt weiter war bereits Reichsgraf Joachim. Dieser hatte nach jahrzehntelangem Konflikt mit dem Herzogtum Bayern in den 1590ern mehrfach Verhandlungen mit den bayerischen Herzögen über einen Verkauf bzw. Tausch der Grafschaft geführt. Diese scheiterten jedoch an der Sturheit des damaligen Herzogs Wilhelm V.
Nun trat Joseph Carl im Jahre 1803 mit erneuten Verkaufsabsichten an den kaiserlichen Reichsvizekanzler Gundakar von Colloredo-Mansfeld heran, wodurch es rasch zu Verhandlungen kam. Mitte des Jahres trat der junge Graf ebenso an das Kurfürstentum Bayern heran. Dieses hatte ebenso Interesse, Ortenburg zu erwerben, einerseits um endlich einen reinen Territorialstaat in Niederbayern zu erlangen und andererseits aus Furcht, die österreichischen Verhandlungen wären erfolgreich, und es würde ein treu ergebener Gefolgsmann der Habsburger mitten im Kurfürstentum die kaiserlichen Interessen vertreten. Im November trat mit Alfred I. zu Windisch-Graetz schließlich ein weiterer Kaufinteressent in die Verhandlungen ein, dieser bot seine Herrschaft Stiekna in Böhmen als Tauschobjekt für Ortenburg an.
Die Verhandlungen mit dem Kurfürstentum Bayern verliefen jedoch äußerst positiv, sodass es bereits am 28. Februar 1804 zu einer Vertragseinigung kam, darin wurde der Verkauf Ortenburgs sowie aller gräflichen Besitzungen in Bayern beschlossen. Im Gegenzug erhielt der Graf die Zusage, eine noch zu benennende fränkische Herrschaft zu erhalten, außerdem verpflichtete sich der Kurfürst, die Schulden Joseph Carls zu übernehmen.
Für Joseph Carl bedeutete dies ein gutes Zeichen, die Zeit des Sparens war für ihn somit vorerst beendet. Zusätzlich konnte er sich nun wieder eine deutlich positivere Zukunft vorstellen. Aufgrund des Verhandlungserfolgs verließ er mit seiner Familie bereits die Reichsgrafschaft Ortenburg für immer und zog vorübergehend zu seinen Schwiegereltern nach Erbach, welche ihnen für die Dauer der restlichen Verhandlungen das Jagdschloss Eulbach zur Verfügung stellten.
Im März 1805 präsentierte Kurfürst Maximilian IV. das ehemalige Klosteramt Tambach an der Grenze zum Herzogtum Sachsen-Coburg-Gotha, welches aus Säkularisationsgütern stammte, als Tauschobjekt. Für Joseph Carl war dies äußerst bedeutend, da er so näher an seine politischen Verbündeten aus dem wetterauischen Grafenkollegium heranrückte. In weiteren Verhandlungen wurden darauf die zukünftigen Besitzungen und Einkünfte festgelegt. Am 14. August 1805 wurde der Tauschvertrag zwischen Kurfürst Max IV. Joseph von Bayern und Graf Joseph Carl unterzeichnet. Joseph Carl verkaufte somit die Reichsgrafschaft Ortenburg sowie die bayerischen Besitzungen gegen die neu geschaffene Reichsgrafschaft Ortenburg-Tambach.
Am 26. Dezember 1805 entstand durch den Frieden von Pressburg das neue Kurfürstentum Würzburg, wodurch die neue Grafschaft einen neuen mächtigen Nachbarn an der Südwestgrenze erhielt.
Joseph Carl übernahm am 20. Januar 1806 offiziell die Regentschaft als neuer Landesherr von Tambach. Daraufhin verließ er mitsamt seiner Familie bald Erbach in Richtung seiner neuen Grafschaft. Die Huldigung des Volkes fand beim Einzug der Familie auf Schloss Tambach, am 17. Februar 1806 statt. Joseph Carl sah nun einer gesicherten Zukunft für sich und seiner Familie entgegen. Die Situation im Heiligen Römischen Reich Deutscher Nationen änderte sich jedoch rasch zu Ungunsten Joseph Carls.

### Herabstufung zum Standesherr
Am 6. August legte Franz II. die deutsche Kaiserkrone auf Druck Napoléon Bonapartes nieder, das Heilige Römische Reich hörte damit faktisch auf zu existieren. Die Reichsgrafschaft Ortenburg-Tambach verlor damit ihre Existenzberechtigung. Dem vorausgegangen war die Gründung des Rheinbundes unter Führung Napoleons mit weiteren 16 Staaten aus dem Reich, darunter das Kurfürstentum Bayern. Diese unterzeichneten die Rheinbundakte, welche nicht nur ein Defensiv- bzw. Offensivbündnis war, sondern den Unterzeichnern ermächtigte, sich kleinere Herrschaftsgebiete einzuverleiben. Joseph Carl meldete sich daraufhin am 21. August 1806 beim bayerischen Minister Maximilian von Montgelas mit der Furcht, bei einem Beitritt des Kurfürstentums Würzburgs zum Rheinbund seine Souveränität zu verlieren. Montgelas konnte aber die Befürchtungen von Joseph Carl vorerst beilegen. Im September trat nun Ferdinand III. dem Rheinbund bei und wurde neuer Großherzog von Würzburg. Am 25. September wurde die Furcht Joseph Carls bestätigt, jedoch wurde seine Grafschaft nicht von Würzburg mediatisiert, sondern durch das Kurfürstentum Bayern. Ortenburg-Tambach wurde somit zu einer Standesherrschaft herabgestuft, was für Joseph Carl einen immensen Einflussverlust darstellte. Im Dezember trat Bayern die Standesherrschaft an Würzburg ab.
Im Jahre 1810 kam es zu einem Staatsvertrag zwischen Würzburg und dem Königreich Bayern bezüglich der gemeinsamen Grenzen. Darin wurde die Teilung Tambachs entlang der Rodach beschlossen. Joseph Carl versuchte die Teilung seiner Herrschaft zu verhindern und protestierte vehement, jedoch vergebens. Mit dem Zerfall des Rheinbundes 1814 und durch den Beschluss des Wiener Kongresses fielen Großteile Würzburgs wieder an Bayern, wodurch auch wieder Joseph Carls Besitz vereint wurde. Joseph Carl versuchte auf dem Wiener Kongress, wie viele andere Adelige ihre verlorenen Herrschafts- bzw. Hoheitsrechte wieder zu erlangen, jedoch mit wenig Erfolg. So verfasste er unter anderem die Denkschrift Souveränitätsbedrückung, um auf seinen Missstand hinzuweisen.
Währenddessen war Joseph Carl in die bayerische Armee eingetreten und bekleidete am 1811 den Rang eines Obristen der Reiterei à la suite. Auch in den Folgejahren blieb er in Diensten der bayerischen Armee, in der er 1826 zuletzt zum Generalmajor der Reiterei à la suite ernannt wurde.
1816 trat er dem Verein der durch den Rheinbund unterdrückten Reichsstände bei und hoffte, dort mit Gleichgesinnten eine Möglichkeit zu finden, seine verlorenen Souveränitätsrechte zurückzuerlangen.
Im Jahre 1818 wurde in Bayern durch Maximilian I. eine neue Verfassung eingeführt. Darin vorgesehen war auch eine Entschädigung der Standesherren, wodurch Joseph Carl den erblichen Sitz in der Kammer der Reichsräte erhielt. Aufgrund der neuen politischen Möglichkeiten, die sich für ihn dadurch ergaben, nahm Joseph Carl zunächst rege an den Verhandlungen des Parlaments teil. So brachte er 1819 einen Gesetzesantrag zum Strafvollzug ein, des Weiteren hielt er eine Ansprache im Plenum zu Angelegenheiten der Standesherren. In der Folgezeit versuchte er mehrmals, für seine eingezogenen Hoheitsrechte durch das Königreich Bayern entschädigt zu werden. Nachdem diese Bemühungen allesamt gescheitert waren, verkündete er im Jahre 1821 in einem Protestschreiben an das bayerische Innenministerium enttäuscht seinen Rückzug aus der Politik mit der offiziellen Begründung aufgrund der finanziellen Situation seines Hauses.
Ein Jahr später, 1822, erreichte ihn die Nachricht seiner ehemaligen Untertanen aus dem niederbayerischen Ortenburg, dass das leerstehende Stammschloss Alt-Ortenburg vom Königreich Bayern verkauft bzw. abgebrochen werden sollte. Die Bevölkerung Ortenburgs bat ihn um Einsatz für die Erhaltung des Wahrzeichens des Ortes. Da sich Joseph Carl auf die Geschichte seines Hauses besonnen hatte, hegte er den Wunsch, das Schloss wieder zu erwerben. So meldete er sich am 17. April 1822 bei der Regierung des Unterdonaukreises mit seiner Kaufabsicht. Die Verhandlungen zogen sich über mehrere Jahre, da das Königreich zugleich damit dem Wunsch nach der geforderten Entschädigung für den Verlust der Hoheitsrechte über Tambach nachkommen wollte. Am 30. April 1827 wurde der Kauf schließlich abgeschlossen, das Schloss ging im Zuge der finanziellen Entschädigung mit einem angesetzten Wert von 10.000 Gulden wieder in Besitz der gräflichen Familie über. Das Schloss blieb bis ins Jahr 1971 im Besitz der Grafen, ehe es an einen ortsansässigen Hotelier verkauft wurde.
Joseph Carl verstarb mit 51 Jahren; sein Nachfolger als standesherrlicher Graf von Ortenburg-Tambach wurde sein ältester Sohn Franz Carl Rudolf.

## Nachkommen
Graf Joseph Carl war mit Gräfin Karoline zu Erbach-Erbach verheiratet. Aus dieser Ehe entstammen folgende Kinder:
- Karoline Luise Charlotte (* 12. August 1800 in Regensburg; 5. Januar 1801 ebenda)
- Franz Carl Rudolf (4. August 1801 in Ortenburg; † 23. Februar 1876 in Tambach), Graf zu Ortenburg, ⚭ Julie von Woellwarth-Lauternburg (* 20. Dezember 1819 in Stuttgart; † 13. Januar 1883 in Tambach)
- Friedrich Carl Ludwig (* 14. Januar 1805 in Erbach; † 10. November 1860 in Mühlhausen) ⚭ Ernestine Johanne Bentz (* 9. Dezember 1807 in Mühlhausen; † 23. Januar 1891 in Coburg)
- Hermann (* 4. Januar 1807 in Tambach; † 25. Dezember 1858 ebenda)
- Christiane Charlotte Wilhelmine, (* 18. August 1802 in Ortenburg; † 1. Oktober 1854) ⚭ Fürst Albrecht zu Sayn-Wittgenstein-Berleburg (* 12. Mai 1777 in Berleburg; † 11. November 1851 ebenda)